# Superoxidy

Lewisowa elektronová konfigurace superoxidu. Šest valenčních elektronů kyslíku je vyznačeno černou barvou; jeden elektronový pár je mezi nimi sdílen; nepárový elektron je vlevo nahoře a elektron navíc, který celé látce dává záporný náboj, je vyznačen červeně.

Superoxidy, známé také pod starším názvem hyperoxidy, jsou chemické sloučeniny skládající se z kationtu kovu a charakteristického superoxidového anionu, který má chemický vzorec O −
2 . Vznikají jako důležitý produkt jistých redoxních reakcí kyslíku O2, které volně probíhají v přírodě. S jedním nepárovým elektronem je superoxidový ion volným radikálem, který má paramagnetické vlastnosti jako běžná dvouatomová molekula kyslíku (dioxygen, O2).

## Vlastnosti
Superoxidy jsou látky, kde kyslík má oxidační číslo −1/2 a valenci 1/2. Délka vazby O-O v O −
2  činí 1,33 Å, oproti 1,21 Å v O2 a 1,49 Å v O 2-
2 .
Soli CsO2, RbO2, KO2, a NaO2 jsou připravovány řízenou reakcí O2 s daným alkalickým kovem. Všechny se samovolně redukují z 2 (O2), na 1,5 (O −
2 ), až 1 (O −
2 ). Alkalické soli O −
2  jsou oranžovo-žluté a málo stálé, proto se musí uchovávat v suchu. Při rozpouštění ve vodě O −
2  probíhá reakce velmi bouřlivě za vzniku peroxidu, hydroxidových anionů a kyslíku:
2 O −
2  + 2 H2O → O2 + H2O2 + 2 OH−
V tomto procesu je O −
2  základem tzv. Brønstedovy báze, při níž se vytváří radikál HO •
2 . Disociační konstanta (pKa) této konjugované kyseliny a vodíkového superoxidu (HO •
2 , známého jako "hydroperoxyl" nebo "perhydroxy radikál") je 4,88, a proto v neutrálním prostředí (pH 7) je naprostá většina superoxidu v aniontové formě O −
2 .
Soli se při zahřátí rozpadají na vzdušný kyslík a peroxid daného kovu:
2 NaO2 → Na2O2 + O2
Tato reakce se používá kosmických lodích a v ponorkách. Tento způsob výroby kyslíku se používá také v dýchacích přístrojích hasičů, protože je potřeba mít tato zařízení neustále připravená a není třeba řešit únik plynů dlouhodobě skladovaných pod velkým tlakem.

## Superoxidy v biologii
Superoxidy jsou částečně toxické a v přírodě se s nimi setkáme v imunologii. Fagocytární buňky tímto zabíjejí invazivní mikroorganismy. Ve velké míře superoxidy produkuje enzym NADPH oxidáza, která je součástí fagocytárních buněk. NADPH-oxidáza byla zjištěna i v nefagocytujících buňkách. Byla prokázána v B-lymfocytech, fibroblastech, v buňkách karotických tělísek, v embryonálních neuroepiteliálních buňkách plic a v některých buněčných liniích hepatomů. Mutace enzymu NADPH oxidázy způsobuje stav zvaný chronická granulatomozní choroba, která se projevuje nefunkčností enzymu a z toho vyplývá neschopnost fagocytárních buněk účinně potírat invazivní mikroorganismy. Superoxidy se také vytvářejí jako vedlejší produkt při dýchání mitochondrií, nebo při práci enzymů.
Superoxidy mohou způsobovat patogenezi mnoha nemocí (důkazem je konkrétně silná radiace a následná hyperoxická otrava), a také pravděpodobně stárnutí díky oxidačnímu poškozování buněk. Přestože působení superoxidů může vyvolávat silnou patogenezi chorob, myši a krysy, přes již zmíněné účinky CuZnSOD nebo MnSOD, jsou více rezistentní vůči mrtvicím a infarktům, proto se tato myšlenka považuje za vědecky plně neprokázanou. Modelovým organismům (kvasinky, octomilky Drosophila a myši) CuZnSOD nabourává geny a zkracuje jim tak život, ba dokonce je i zpomaluje (katariakty, svalová atrofie, svalová degenerace, involuce thymu).